# Johann Adolph Schinmeier

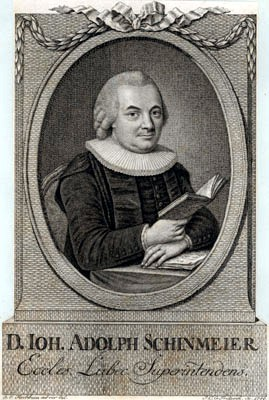
Johann Adolph Schinmeier, zeitgenössischer Kupferstich

Johann Adolph Schinmeier (auch: Schinmeyer, * 29. März 1733 in Stettin; † 2. Mai 1796 in Lübeck) war ein deutscher Theologe, Orientalist und letzter Superintendent der Stadt Lübeck im Zeitalter der Aufklärung sowie Vertreter der Aufklärungsideen.

## Leben
Schinmeier war der Sohn von Johann Christoph Schinmeier, der zur Zeit von Johann Adolphs Geburt Pastor an St. Johannis in Stettin war und später Inspector (Superintendent) in Rathenow wurde. Er starb als Superintendent von Tönning 1767. Seine Mutter war Amalie Emerentia Lieberkühn, die Schwester von Johann Nathanael Lieberkühn.
Johann Adolph besuchte zunächst die Schule im Kloster Berge bei Magdeburg und studierte dann Theologie an der Universität Halle. 1757 wählte ihn das adelige Damenstift in Itzehoe zum Diaconus an der Stadtkirche St. Laurentii (Itzehoe). Nach einer Reise in seine Vaterstadt Stettin wurde er 1764 zum Archidiakon an der Marienkirche in Stettin berufen sowie zugleich zum Professor der Theologie und Orientalistik am Marienstiftsgymnasium. Hier hatte er 1772/73 auch das Rektorenamt inne. 1767 wurde er zum Konsistorialrat ernannt, und 1771 promovierte ihn die Universität Kiel zum Doktor der Theologie.
Ab 1774 wirkte er in Stockholm als Pastor der deutschen St.-Gertruds-Kirche und Inspektor der deutschen Schule. Kurz vor seiner geplanten Berufung zum Generalsuperintendenten für Schwedisch-Pommern durch König Gustav III. erhielt er den Ruf nach Lübeck, den er annahm.
So wurde er 1779 nach fünfjähriger Vakanz Nachfolger von Johann Andreas Cramer als Superintendent der Lübecker Kirche, womit eine Predigstelle an der Marienkirche verbunden war.

## Wirken
Schinmeier entwickelte sich vom Pietisten zu einem entschiedenen Verfechter der Aufklärung und Rationalismus und gefeierten Prediger der Aufklärungszeit, der sein Amt vor allem als das eines Lehrers verstand. 1790 war er federführend an der Neuausgabe des Lübeckischen Gesangbuchs beteiligt, das dasjenige von 1703 ersetzte und ganz dem Geist der Aufklärung verpflichtet war. Gleichzeitig wurde die Zahl der Feiertage von 19 auf 12 reduziert, die in der Marienkirche immer noch gebräuchlichen Messgewänder abgeschafft und die Liturgie radikal vereinfacht.
Schinmeier war Freimaurer und schloss sich 1785 der Hamburger Obermeisterei Israel an, einem norddeutschen Ableger der Asiatischen Brüder. 1789 gehörte er zu den 25 Gründungsmitgliedern der Gesellschaft zur Beförderung gemeinnütziger Tätigkeit.
Nach Schinmeiers Tod erlosch das Amt des Superintendenten in Lübeck, das auch vorher schon manchmal jahrelang vakant gewesen war, indem der Rat keinen Nachfolger ernannte. Die geistlichen Aufsichtspflichten wurden von nun an vom Senior des Geistlichen Ministeriums in Lübeck wahrgenommen, der aber bis 1870 im Gegensatz zum Superintendenten kein Gegenüber des Rats war, sondern sich auf interne Aufgaben zu beschränken hatte.

## Werke (Auswahl)
- Predigten über das göttlich Beruhigende des Christenthums. Flensburg und Leipzig: Korte 1773
- Predigten über den Charakter Jesu in seinem Leben und Leiden. 2 Bände, Korte, Flensburg 1774–1776
- Versuch einer vollständigen Geschichte der Schwedischen Bibel-Übersetzungen und Ausgaben mit Anzeige und Beurtheilung ihres Werths: Nebst einem Anhange von einigen seltenen Handschriften und den Lebensumständen der dabey interessirten merkwürdigsten Personen. 4 Bände, Korten, Flensburg 1777–1782
- Lebensbeschreibungen der drey schwedischen Reformatoren, des Kanzlers Lorenz Anderson, Oluf Peterson, des Lorenz Peterson: als ein Beytrag zur schwedischen Reformations- und Bibelübersetzungsgeschichte. Christian Gottfried Donatius, Lübeck 1783
- Predigten über den Catechismus Luthers. 2 Bände, Donat, Lübeck 1787–1789